# Магістраль (зупинний пункт)
Магістраль — пасажирський залізничний зупинний пункт Жмеринської дирекції Південно-Західної залізниці на одноколійній неелектрифікованій лінії Ярмолинці — Ларга між станцією Кам'янець-Подільський (20 км) та роз'їздом Кельменці (4,6 км). Розташований на південний-схід від села Велика Слобідка Кам'янець-Подільського району Хмельницької області.

## Пасажирське сполучення
На зупинному пункті Магістраль зупиняються приміські поїзди сполученням Ларга — Гречани / Хмельницький.